# Gordon Wasson
Robert Gordon Wasson (22 de Setembro de 1898 – 23 de Dezembro de 1986) foi um autor e pesquisador amador. Na área de pesquisas independentes, ele contribuiu para a etnobotânica, botânica e antropologia. Seu livros foram publicados, ilustrados e confeccionado por ele mesmo, e nunca foram reimpressos.

## Trabalho
Wasson estudou etnobotânica desde o ano de 1927 onde realizou viagens para Catskill Mountains, fez diversos experimentos com cogumelos. Fascinado pela cultura diferenciada no cultivo e criação dos fungos na Rússia em comparação com os Estados Unidos, e em 1957, publicou "Russia and History.
Wasson também realizou diversas expedições pela américa do sul onde teve contato com religiões e povos que utilizavam as culturas dos cogumélos e suas propriedades.
Suas experiências com cogumelos obteve êxito na área de farmacologia, pois foram constatados diversas toxinas que ajudaram no tratamento de intoxicações.

## Leitura
- Forte, Robert. Entheogens and the Future of Religion. San Francisco: Council on Spiritual Practices, 1997.
- Furst, Peter T. Flesh of the Gods: The Ritual Use of Hallucinogens. 1972.
- Riedlinger, Thomas J. The Sacred Mushroom Seeker: Essays for R. Gordon Wasson. Portland: Dioscorides Press, 1990.
- Wasson, R. Gordon, Stella Kramrisch, Jonathan Ott, and Carl A. P. Ruck. Persephone's Quest: Entheogens and the Origins of Religion. New Haven: Yale University Press, 1986.
- Wasson, R. Gordon. The Last Meal of the Buddha. Journal of the American Oriental Society, Vol. 102, No. 4. (Oct. - Dec., 1982). p 591-603.
- Wasson, R. Gordon. The Wondrous Mushroom: Mycolatry in Mesoamerica. New York: McGraw-Hill, 1980.
- Wasson, R. Gordon, et al. The Road to Eleusis: Unveiling the Secret of the Mysteries. New York: Harcourt, 1978.
- Wasson, R. Gordon.  Maria Sabina and Her Mazatec Mushroom Velada. New York: Harcourt, 1976.
- Wasson, R. Gordon. A Review of Carlos Castaneda's "Tales of Power."   Economic Botany. vol. 28(3):245-246, 1974.
- Wasson, R. Gordon. A Review of Carlos Castaneda's "Journey to Ixtlan: The Lessons of Don Juan." Economic Botany. vol. 27(1):151-152, 1973.
- Wasson, R. Gordon. A Review of Carlos Castaneda's "A Separate Reality: Further Conversations with Don Juan." Economic Botany. vol. 26(1):98-99. 1972.
- Wasson, R. Gordon. A Review of Carlos Castaneda's "The Teachings of Don Juan: A Yaqui Way of Knowledge." Economic Botany. vol. 23(2):197. 1969.
- Wasson, R. Gordon. Soma: Divine Mushroom of Immortality. 1968.
- Wasson, Valentina Pavlovna, and R. Gordon Wasson. Mushrooms, Russia and History. 1957.